# بيل بايرز
بيل بايرز (بالإنجليزية: Bill Byers)‏ هو لاعب كرة قاعدة أمريكي، ولد في 3 أكتوبر 1877 في Bridgeton, Indiana ‏ في الولايات المتحدة، وتوفي في 8 سبتمبر 1948 في بالتيمور في الولايات المتحدة.

## وصلات خارجية
- بيل بايرز على موقعبيزبول رفرنس.كوم (الدوري الرئيسي) (الإنجليزية)
- بيل بايرز على موقعبيزبول رفرنس.كوم (الدوري الثانوي) (الإنجليزية)